# Szentendrei-sziget
Szentendrei-sziget – wyspa rzeczna na Dunaju. Długość – 31 km, maksymalna szerokość – 3,5 km, średnia szerokość – 2,3 km, powierzchnia – 56 km², wysokość nad poziomem morza – 100–124 m n.p.m. Szentendrei-sziget rozciąga się w Zakolu Dunaju od wysokości Wyszehradu do północnych przedmieść Budapesztu. Główny nurt Dunaju otacza wyspę od wschodu, zachodnia odnoga nosi nazwę Szentendrei-duna. Administracyjnie wyspa należy do powiatu Szentendre w komitacie Pest.
Na Szentendrei-sziget leżą wsie Kisoroszi, Tahitótfalu, Pócsmegyer, Surány, Szigetmonostor, Horány i Lajosmajor. Wyspę łączy z lądem jeden most (Tahi-Tahitótfalu) oraz kilka stałych połączeń promowych (Kisoroszi-Szentgyörgypuszta, Pócsmegyer-Leányfalu, Szigetmonostor-Szentendre, Tahitótfalu-Vác, Surány-Göd i Horány-Dunakeszi). W 2008 roku oddano do użytku nowy most drogowy na autostradowej obwodnicy Budapesztu (M0) – most Megyeri, przecinający południową część wyspy, z którego jednak nie ma zjazdu na Szentendrei-sziget.